# Condado de Early
El condado de Early (en inglés: Early County) es un condado en el estado estadounidense de Georgia. En el censo de 2000 el condado tenía una población de 12 354 habitantes. La sede de condado es Blakely. El condado fue fundado el 15 de diciembre de 1818.

## Geografía

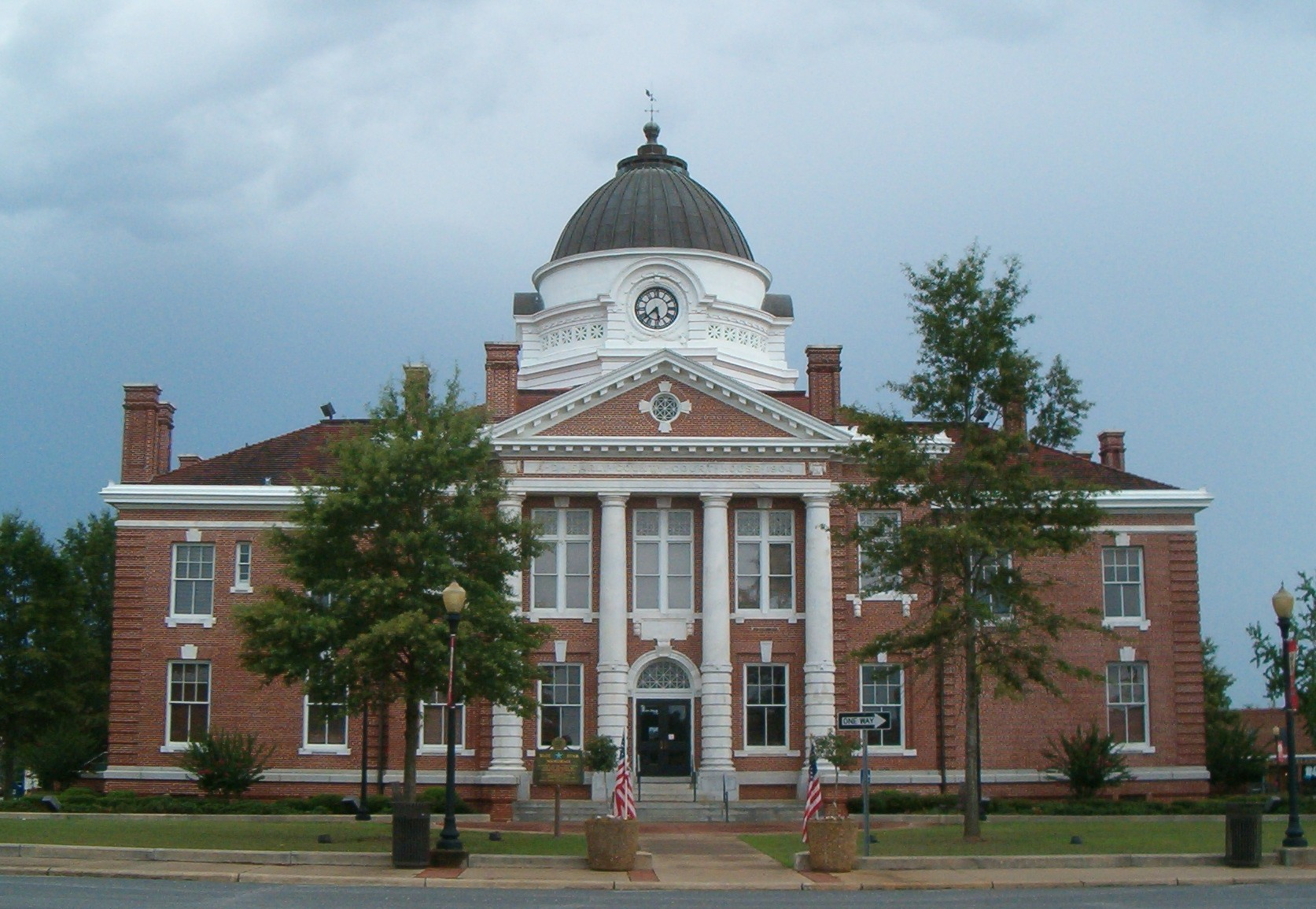
Juzgado del condado de Early en Blakely.

Según la Oficina del Censo, el condado tiene un área total de 1337 km² (516 sq mi), de la cual 1324 km² (511 sq mi) es tierra y 13 km² (5 sq mi) (0,98%) es agua.

### Condados adyacentes
- Condado de Clay (norte)
- Condado de Calhoun (noreste)
- Condado de Baker (este)
- Condado de Miller (sureste)
- Condado de Seminole (sur)
- Condado de Houston, Alabama (suroeste)
- Condado de Henry, Alabama (oeste)

## Autopistas importantes
- U.S. Route 27
- U.S. Route 84
- Ruta Estatal de Georgia 39
- Ruta Estatal de Georgia 45
- Ruta Estatal de Georgia 62
- Ruta Estatal de Georgia 200
- Ruta Estatal de Georgia 216
- Ruta Estatal de Georgia 273
- Ruta Estatal de Georgia 370

## Demografía
En el  censo de 2000, hubo 12 354 personas, 4695 hogares y 3295 familias residiendo en el condado. La densidad poblacional era de 24 personas por milla cuadrada (9/km²). En el 2000 había 5338 unidades unifamiliares en una densidad de 10 por milla cuadrada (4/km²). La demografía del condado era de 50,28% blancos, 48,14% afroamericanos, 0,20% amerindios, 0,19% asiáticos, 0,06% isleños del Pacífico, 0,36% de otras razas y 0,78% de dos o más razas. 1,23% de la población era de origen hispano o latino de cualquier raza. 
La renta promedio para un hogar del condado era de $25 629 y el ingreso promedio para una familia era de $31 215. En 2000 los hombres tenían un ingreso medio de $26 458 versus $17 277 para las mujeres. La renta per cápita para el condado era de $14 936 y el 25,70% de la población estaba bajo el umbral de pobreza nacional.

## Ciudades y pueblos
- Arlington
- Blakely
- Damascus
- Jakin